# كريم بختي
كريم بختي هو لاعب كرة قدم جزائري في مركز الوسط، ولد في 11 أكتوبر 1969 في مدينة الجزائر في الجزائر.

## وصلات خارجية
- كريم بختي على موقع قاعدة بيانات كرة القدم.إي يو (الإنجليزية)
- كريم بختي على موقع ناشيونال فوتبول تيمز (الإنجليزية)
- كريم بختي على موقع عالم كرة القدم.نت (الإنجليزية)